# أليساندرو لودوفيكو
أليساندرو لودوفيكو هو محرر وأستاذ جامعي إيطالي، ولد في 1969.